# JJ (певач)
Јоханес Пич (Беч, 29. април 2001), такође познат под уметничким именом JJ (Џеј Џеј), аустријски је кантаутор. Победио је на Песми Евровизије 2025. године за Аустрију, са песмом Wasted Love.

## Биографија
Пич је рођен 29. априла 2001. године у Бечу, као син аустријског IT стручњака и филипинске куварице. Већи део детињства провео је у Дубаију. Породица се 2016. године вратила у Беч.
Године 2020, Пич је учествовао у деветој сезони емисије The Voice UK након што је пропустио рок за емисију The Voice of Germany. Пласирао се у нокаут фазу уз помоћ свог тренера Вила Ај Ема. Следеће године, учествовао је у петој сезони Старманије, где је стигао до прве финалне емисије. Такође похађа Универзитет за музику и уметност града Беча након што је посетио оперску школу Бечке државне опере.
Дана 30. јануара 2025. године, песма Wasted Love коју изводи Пич, је најављена од стране ОРФ-а као аустријска песма за Песму Евровизије 2025. године. Песму Wasted Love написали су JJ, бивша аустријска евровизијска представница Теодора Шпирић и музички продуцент Томас Турнер. Песма је однела победу у финалу 17. маја, са укупно 436 поена. Ушао је у историју као први победник Евровизије азијског порекла.
Пич говори немачки, енглески, француски и тагалог.

## Дискографија

### Синглови
- Wasted Love (2025)